# Margot Lang
Margot Lang (* 8. August 1945 in Singen (Hohentwiel); † 2006 in Köln) war eine deutsche Schriftstellerin, Herausgeberin, Verlegerin und Künstlerin.

## Leben
1947 folgte ein Umzug von Singen nach Frankfurt am Main. Ab 1959 absolvierte sie eine Lehre und begann eine Tätigkeit als Fotolaborantin und Fotografin. Ab 1970 war sie als Sekretärin tätig, ab 1974 als Dozentin in der Erwachsenenbildung. Nach dem Abitur 1980 begann sie ein Studium in Frankfurt am Main. 1979 hatte Lang eine erste Buchveröffentlichung im Rowohlt-Verlag, ab 1981 widmete sie sich der Malerei mit zahlreichen Ausstellungen. 1986 folgte die Gründung eines Kleinverlages (Margot Lang Verlag, bis 1991) und die Mitgründung der Romanfabrik in Frankfurt am Main. Von 1986 bis 1998 lebte Margot Lang in Rheinland-Pfalz, bis 1993 in Dierdorf/Westerwald, anschließend in Ochtendung und Rieden, von 1998 an lebte und arbeitete Lang in Köln, wo sie sich überwiegend der Malerei widmete.

## Werke

### Als Schriftstellerin
- Als Oma Josefine wurde. Fischer, Frankfurt am Main 1980, ISBN 3-596-27506-7.
- Die Zeit heilt keine Wunden. Lang, Frankfurt am Main 1982, ISBN 3-925940-06-5.
- Zwischen den Zeilen. Sauer, Offenbach am Main 1984.
- Vollmond. Lang, Frankfurt am Main 1986, ISBN 3-925940-00-6.
- Die Monsterdompteurin. Moderne Zeiten, Frankfurt am Main 1988, ISBN 3-927133-06-X.

### Als Herausgeberin
- Mein Vater. Frauen erzählen vom ersten Mann ihres Lebens (= rororo neue frau. Band 4357). Rowohlt, Reinbek bei Hamburg 1979, ISBN 3-499-14357-7.
- Meine beste Freundin. Frauen erzählen / Mein bester Freund. Männer erzählen. Fischer, Frankfurt am Main 1982, ISBN 3-596-27506-7.